# En no Gyōja
En no Gyōja, aussi appelé En no Ozuno, Otsuno  (役小角) (naissance en 634 à Katsuragi ; décédé c. 700–707) est un ascète et mystique japonais, traditionnellement regardé comme le fondateur de la secte shugendō, la voie de l'entraînement ascétique pratiqué par les gyōja ou yamabushi.
Il est banni de la cour impériale pour Izu Ōshima le 26 juin 699 AD et les contes folkloriques au moins aussi anciens que le Nihon Ryōiki (c. 800) rapportent ses exploits et ses pouvoirs surnaturels.
Il est également désigné du nom En no Gyōja (役行者, « En l'ascétique »), En no Ubasoku (役優婆塞, « En le moine laïque ») ou sous son nom complet « En no Kimi Ozunu », où kimi (君) est son kabane qui définit rang social et statut politique.

## Dans la religion Shugendō

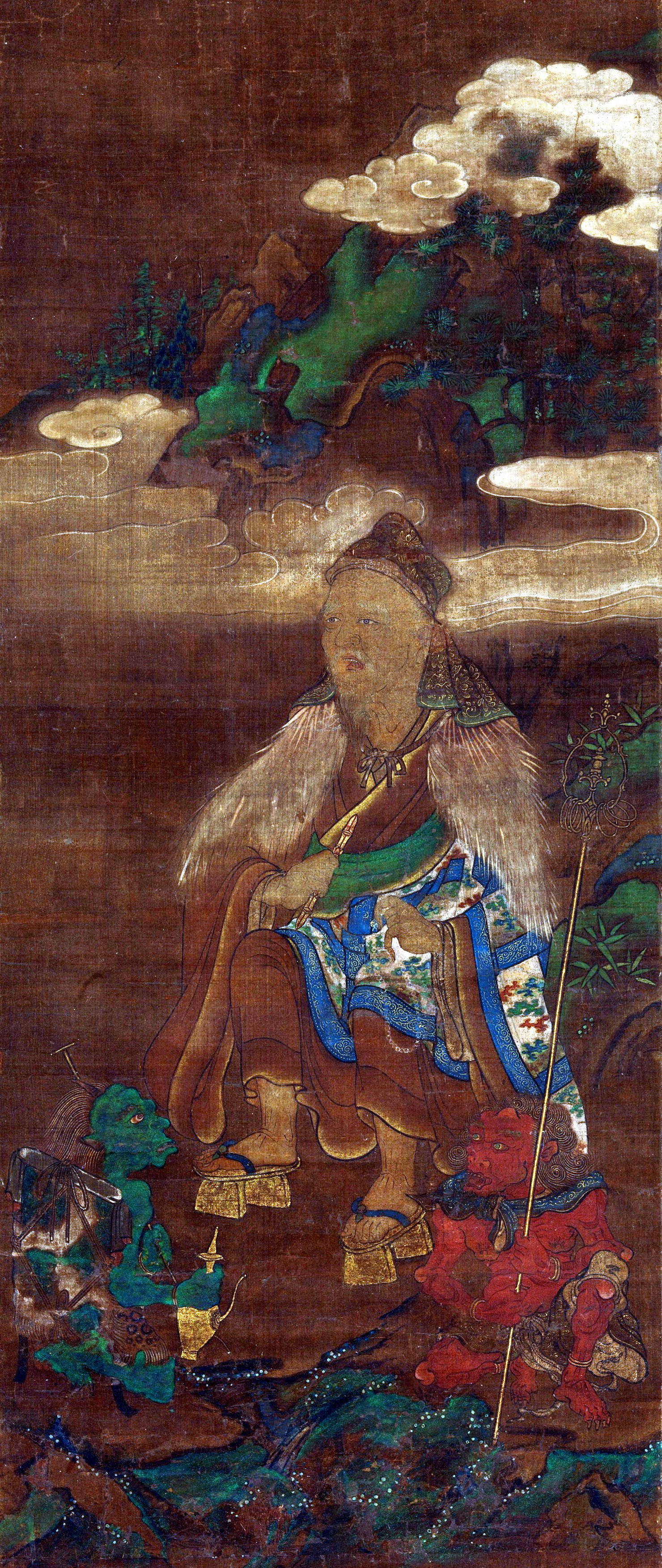
Portrait d'En no Gyōja accompagné de deux démons lui fournissant eau et nourriture (époque de Muromachi)